# Carleton-sur-Mer
Carleton-sur-Mer, mi'kmaq Tlaqatige'jg, är en stad (kommun av typen ville) i provinsen Québec i Kanada. Den ligger i regionen Gaspésie–Îles-de-la-Madeleine, i den östra delen av landet, 800 km öster om huvudstaden Ottawa. Kommunen fick sin nuvarande utsträckning 2000 då staden Carleton och socknen Saint-Omer slogs ihop till staden Carleton–Saint-Omer, som bytte namn 2005. Tätorten (centre de population) har behållit namnet Carleton.